# كيم هيل (مقدمة تلفزيونية)
كيم هيل (بالإنجليزية: Kim Hill)‏ هي مقدمة تلفزيونية نيوزيلندية، ولدت في 1955.